# Leucania luteopallens
Leucania luteopallens är en fjärilsart som beskrevs av Smith 1902. Leucania luteopallens ingår i släktet Leucania och familjen nattflyn. Inga underarter finns listade i Catalogue of Life.